# (12542) Laver
(12542) Laver (1998 PN1) – planetoida z pasa głównego asteroid okrążająca Słońce w ciągu 5,66 lat w średniej odległości 3,17 j.a. Odkryta 10 sierpnia 1998 roku.